# Dove Cameron
Dove Cameron (születési nevén Chloe Celeste Hosterman) (Seattle, 1996. január 15. –) amerikai színésznő és énekesnő. Egyik legismertebb szerepe a Disney csatorna Liv és Maddie  című sorozatában lévő főszereplő ikerpár két tagja. Ismertebb filmjei közé tartozik továbbá az Utódok című filmsorozat első, második, harmadik  részben Sofia Carsonnal és Cameron Boyce-szal, valamint a Cloud 9 című film. Ezenkívül rengeteg más filmben és sorozatban szerepelt. 2022-ben megjelentette Boyfriend című kislemezét, amely nemzetközi siker lett.

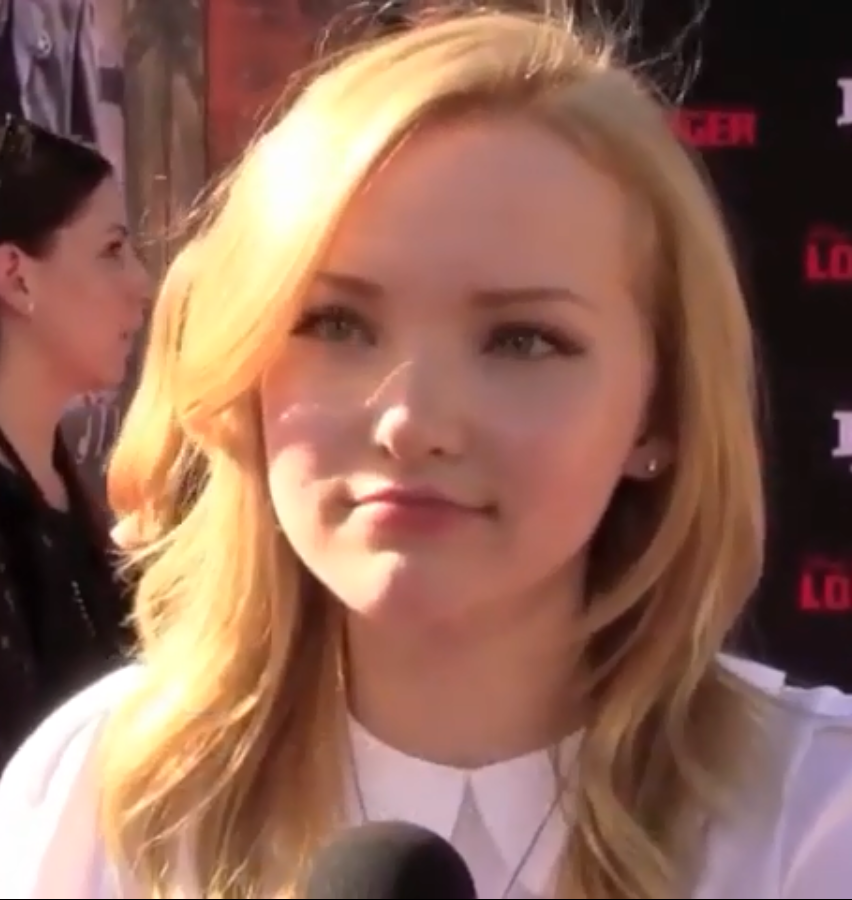

## Fiatalkora
Dove Chloe Celeste Hostermanként született Washington államban, Seattleben, azonban Bainbridge Islanden nőtt fel. Szülei Philip Alan Hosterman és Bonnie Wallace, akik később elváltak. Van egy nővére, Claire Hosterman. 8 évesen kezdett el játszani közösségi színházban. 14 éves korában családja Los Angelesbe költözött. Dove folyékonyan beszél franciául, mivel gyermekkorában több évet is Franciaországban töltött. Orosz, szlovák és magyar származású. 2011-ben, 15 évesen vesztette el édesapját. Apja tiszteletére változtatta át a nevét Dovera.

## Magánélete
Biszexuális. 2021 májusában pontosított és kijelentette, hogy inkább queer. Dove 2013 augusztusában kezdett el járni Ryan McCartan színésszel. 2016 április 14-én bejelentették eljegyzésüket, azonban Dove fél évvel később felbontotta az eljegyzést.

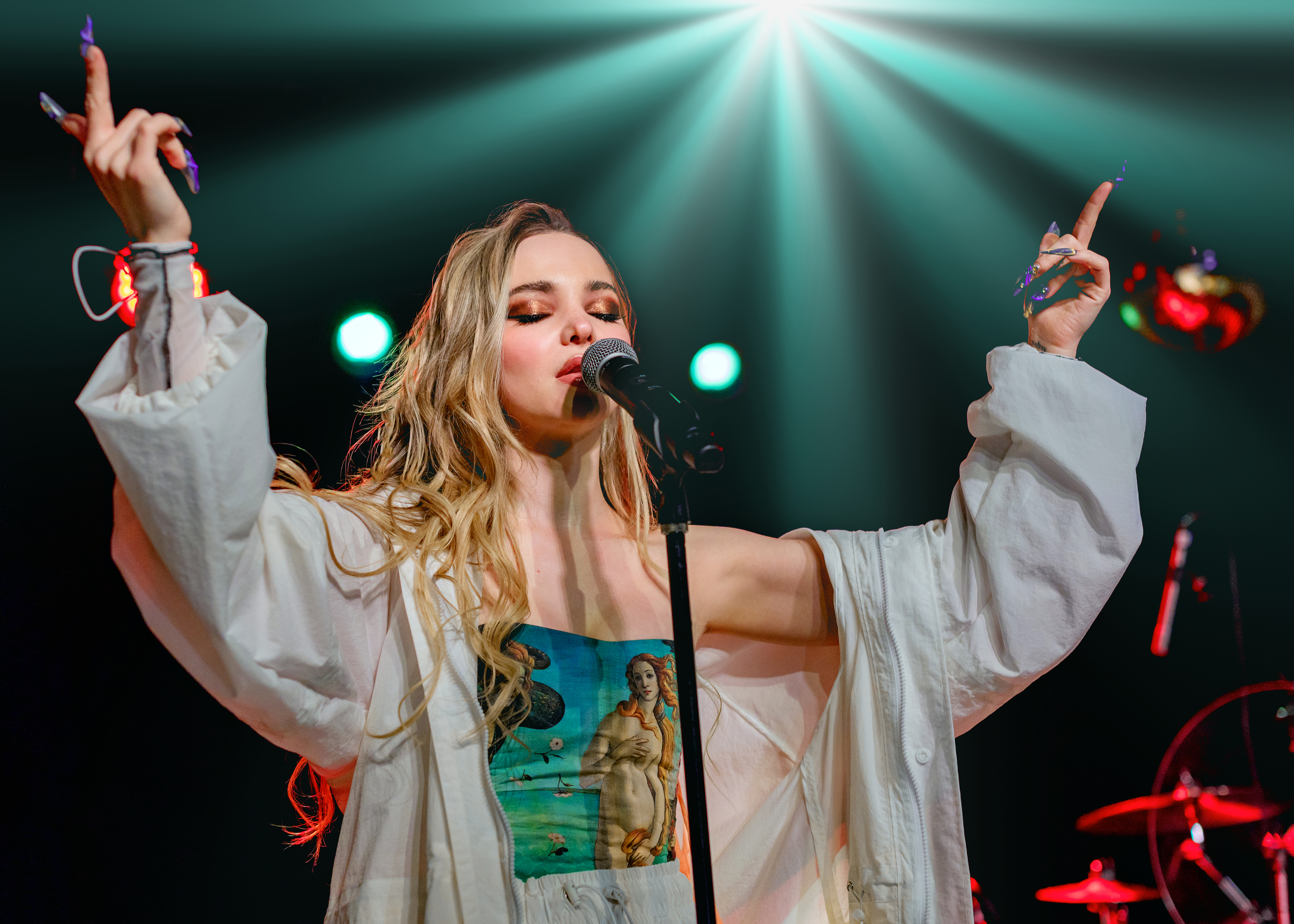

## Filmográfia

### Filmek
| Év   | Cím (eredeti cím)                                                       | Szerep           | Magyar hang                                           |
| ---- | ----------------------------------------------------------------------- | ---------------- | ----------------------------------------------------- |
| 2014 | Cloud 9 (Cloud 9)                                                       | Kayla Morgan     | Hermann Lilla                                         |
| 2015 | Gyilkos gimi (Barely Lethal)                                            | Liz Larson       | Gulás Fanni (1. szinkron) Hermann Lilla (2. szinkron) |
| 2015 | Utódok (Descendants)                                                    | Mal              | Bogdányi Titanilla                                    |
| 2015 | R.L. Stine's Monsterville (R.L. Stine's Monsterville: Cabinet of Souls) | Beth             | Czető Zsanett                                         |
| 2016 | (Hairspray Live!)                                                       | Amber Von Tussle |                                                       |
| 2017 | Utódok 2. (Descendants 2)                                               | Mal              | Bogdányi Titanilla                                    |
| 2018 | Dumplin’ – Így kerek az élet (Dumplin’)                                 | Bekah Cotter     |                                                       |
| 2018 | (Under the Sea: A Descendants Story)                                    | Mal              |                                                       |
| 2019 | Angry Birds 2. – A film (The Angry Birds Movie 2)                       | Ella (hang)      | Mentes Júlia                                          |
| 2019 | Utódok 3. (Descendants 3)                                               | Mal              | Bogdányi Titanilla                                    |
| 2020 | (The Disney Family Singalong)                                           | önmaga           |                                                       |
| 2021 | Utódok: A királyi esküvő (Descendants: The Royal Wedding)               | Mal (hang)       | Bogdányi Titanilla                                    |
| 2021 | (Isaac)                                                                 | Cassi            |                                                       |

### Televíziós szerepek
| Év        | Magyar cím                        | Eredeti cím               | Szerep                       | Megjegyzések                                                      |
| --------- | --------------------------------- | ------------------------- | ---------------------------- | ----------------------------------------------------------------- |
| 2021      |                                   | Schmigadoon!              | Betsy                        | főszereplő                                                        |
| 2019      |                                   | Marvel Rising specials    | Ghost-Spider (hang)          | 3 epizód                                                          |
| 2019      |                                   | Celebrity Family Feud     | önmaga                       | versenyző                                                         |
| 2018      | Angie Tribeca – A törvény nemében | Angie Tribeca             | Grace                        | 1 epizód                                                          |
| 2018      |                                   | Marvel Rising: Initiation | Ghost-Spider (hang)          | minisorozat                                                       |
| 2018      | Soy Luna                          | Soy Luna                  | önmaga                       | 1 epizód                                                          |
| 2018      | A S.H.I.E.L.D. ügynökei           | Agents of S.H.I.E.L.D.    | Ruby Hale                    | mellékszereplő                                                    |
| 2017      | The Lodge                         | The Lodge                 | Jess                         | 4 epizód                                                          |
| 2017      | A kifutó                          | Project Runway            | önmaga                       | 1 epizód zsűri                                                    |
| 2016      | A Pókember elképesztő kalandjai   | Ultimate Spider-Man       | Gwen Stacy / Pók-Gwen (hang) | 1 epizód                                                          |
| 2015–2017 | Utódok: Komisz világ              | Descendants: Wicked World | Mal (hang)                   | főszereplő magyar hangja Bogdányi Titanilla                       |
| 2015      | Austin és Ally                    | Austin & Ally             | Bobbie                       | 1 epizód                                                          |
| 2013–2017 | Liv és Maddie                     | Liv és Maddie             | Liv Rooney / Maddie Rooney   | főszereplő magyar hangja Gulás Fanni (Liv) Hermann Lilla (Maddie) |
| 2013      |                                   | Malibu Country            | Sienna                       | 1 epizód                                                          |
| 2012      | A mentalista                      | The Mentalist             | Charlotte Anne Jane          | 1 epizód                                                          |
| 2012      | Shameless – Szégyentelenek        | Shameless                 | Holly Herkimer               | 2 epizód                                                          |

### Színdarabok
| Év   | Cím        | Szerep           |
| ---- | ---------- | ---------------- |
| 2016 | Hajlakk    | Amber Von Tussle |
| 2017 | Mamma Mia! | Sophie Sheridan  |

## Diszkográfia
- 2013: On Top of the World
- 2013: Better in Stereo
- 2014: Cloud 9
- 2013: Future Sounds Like Us
- 2013: Let It Show, Let It Show, Let It Show

## Fordítás
- Ez a szócikk részben vagy egészben  a   Dove Cameron című angol Wikipédia-szócikk ezen változatának fordításán alapul.  Az eredeti cikk szerkesztőit annak laptörténete sorolja fel. Ez a jelzés csupán a megfogalmazás eredetét és a szerzői jogokat jelzi, nem szolgál a cikkben szereplő információk forrásmegjelöléseként.